# Endoso
El endoso es una declaración, pura y simple, puesta en el título-valor por la cual su tenedor (a estos efectos llamado endosante) legitima a otra persona (denominada endosatario) en el ejercicio de los derechos incorporados al título. Es la forma normal y tradicional de transmisión de la letra de cambio y de todos los títulos "a la orden", que permite al titular movilizar el crédito reflejado en el documento. Existiendo varias modalidades.
El portador al respaldo. Esa firma es lo que se entiende por endoso y el que estampa se denomina endosante o endosador. Es una cláusula accesoria e inseparable del título de crédito, en virtud de la cual el acreedor cambiario pone a otro en su lugar, transfiriéndole el título con efectos. 
La principal función del endoso es su función legitimadora: el endosatario se legítima por medio de una cadena ininterrumpida de endosos.
Son elementos personales del endoso, el endosante y el endosatario; siendo el primero el que transmite (título) y el segundo, la persona a quien el título se transfiere.
En palabras simples, el endoso es una manera de transmitir el cheque a otra persona, y se hace por medio de una firma puesta en la parte de atrás del cheque. La persona que recibe el cheque endosado, puede cobrarlo o volver a endosarlo para transmitirlo.

## Categorización del endoso
Por su contenido literal, el endoso puede ser completo o incompleto. Cuando se hayan llenado todos los requisitos mencionados en el apartado anterior será completo, e incompleto cuando falten alguno o todos los requisitos no esenciales. El endoso incompleto es un endoso en blanco: el tenedor puede llenar los requisitos que falten o transmitir el título sin llenar el endoso.
Si el endoso se hace al portador surtirá los efectos del endoso en blanco. El sujeto que reciba la letra por un endoso en blanco tiene los derecho que enumera el art.17 de la Ley Cambiaria y del Cheque (de España):
1. Puede poner su nombre o el de un tercero.
2. Puede realizar otro endoso en blanco.
3. Puede realizar un endoso pleno.
4. Puede entregar la letra a otra persona tal y como la recibió, en este caso la ley presume que recibió la letra del firmante en blanco.

A partir de la clasificación según su contenido literal: Completo o Incompleto, se puede clasificar al endoso según sus efectos:
- Endoso al portador: Es aquel que se emite con la cláusula al portador, produce los efectos de un endoso en blanco. Por lo tanto: Aquel que se presente a cobrar un título endosado en blanco, debe llenarlo e identificarse para cobrarlo, mientras que si el endoso es al portador este se legitima con la simple exhibición del documento.
- Endoso en propiedad: El endoso en propiedad complementado con la tradición, transmite el título en forma absoluta; el tenedor endosatario adquiere la propiedad del documento, y al adquirir tal propiedad adquiere también la titularidad de todos los derechos inherentes al documento.
- Endoso en procuración o cobranza: El endoso que contenga las cláusulas ‘en procuración’, ‘al cobro’ o equivalente, no transfiere la propiedad; pero da la facultad al endosatario para presentar el documento a la aceptación, para cobrarlo judicial o extrajudicialmente, para endosarlo en procuración.
- Endoso en garantía: El endoso con las cláusulas en garantía o en prenda, da al endosatario todos los derechos y obligaciones de un acreedor prendario. Es una forma de establecer un derecho real, sobre una cosa mercantil, o sea, el título de crédito.

- Datos: Q5832594